# 母袋夏生
母袋 夏生（もたい なつう、1943年 - ）は、日本のヘブライ語イスラエル文学の翻訳家。

## 経歴
長野県生まれ。長野県上田高等学校、東京学芸大学卒業。
小学校教員時代にキブツに関心を持ち、イスラエル政府招聘留学生として、1974年ヘブライ大学大学院修士課程実用言語コースを修了。
初の翻訳作品は1989年に雑誌『暮しの手帖』に2回に渡って掲載された「一夜の宿を」（マーニャ・ハレーヴィ作）というホロコーストの短編。
1996年、ウーリー・オルレブの作品を多く翻訳している（Uri Orlev）。『壁のむこうから来た男』の翻訳で産経児童出版文化賞。1998年、ヘブライ文学翻訳奨励賞受賞。

## 翻訳
- 『ユダヤ式家庭教育』（ミリアム・レヴィ、ミルトス） 1990
- 『ユダヤ賢者の教え』1 - 4（ヨヘベッド・セガル、ミルトス、ミルトス双書） 1991 - 1992
- 『ベン・イェフダ家に生まれて』（デボラ・オメル、福武文庫） 1991
- 『ぼくたちは国境の森でであった』（ダリア・B・コーヘン、佑学社） 1992
- 『お願い、わたしに話させて』（レナ・キフレル・ジルベルマン、朝日新聞社） 1993
- 『「地の塩」殺人事件 女記者リジー・バドゥヒ』（シュラミット・ラピット、マガジンハウス） 1997
- 『ブルーリア』（ダヴッド・シャハル、国書刊行会） 1998
- 『もちろん返事をまってます』（ガリラ・ロンフェデル・アミット、岩崎書店） 1999
- 『心の国境をこえて アラブの少女ナディア』（ガリラ・ロンフェデル・アミット、さ・え・ら書房） 1999
- 『ベルト』（ガリラ・ロンフェデル・アミット、さ・え・ら書房） 2000
- 『「野ねずみエイモス」プログラム』（モシェ・イズラエリ、シアターX） 2002
- 『ユダヤ人が教える正しい頭脳の鍛え方』（エラン・カッツ、阿部望共訳、角川書店） 2005
- 『心の国境』（デボラ・オメル、日本図書センター） 2005
- 『死の接吻』（モシェ・スミランスキー、論創社） 2006
- 『ライオンの蜂蜜』（デイヴィッド・グロスマン、角川書店、新・世界の神話） 2006
- 『エルサレムの秋』（アブラハム・B・イェホシュア、河出書房新社） 2006
- 『ヤクザ、わが兄弟』（ヤコブ・ラズ、作品社） 2007
- 『おうじょさまとなかまたち』（アローナ・フランケル、鈴木出版） 2008
- 『父さんの手紙はぜんぶおぼえた』（タミ・シェム=トヴ、岩波書店）　2011
- 『紙のむすめ』（ナオミ・シャピーラ切り絵、光村教育図書） 2013
- 『ヨナタンは名たんてい』（ディヴィッド・グロスマン文、ギラド・ソフェル絵、光村教育図書） 2014
- 『ぼくのレオおじさん』（ヤネッツ・レヴィ文、たかいよしかず絵、学研教育出版） 2014
- 『白い池 黒い池』（リタ・ジャハーン文、ヴァリ・ミンツィ絵、光村教育図書） 2015
- 『突然ノックの音が』（エトガル・ケレット、新潮社） 2015
- 『お静かに、父が昼寝しております』（ユダヤ民話、岩波少年文庫） 2015
- 『クネレルのサマーキャンプ』（エトガル・ケレット、河出書房新社） 2018
- 『砂漠の林檎 : イスラエル短編傑作選』（河出書房新社） 2023 (サヴィヨン・リーブレヒト、アターッラー・マンスール、イリット・アミエル、ウーリー・オルレブ、シュラミット・ラピッド、ミハル・ゴヴリン、シャイ・アグノン、シュラミット・ハルエヴェン、エディ・ツェマフ、オルリ・カステル＝ブルーム、ダン・ツァルカ、ユーディット・ヘンデル、A・B・イェホシュア、ニカノール・レオノフ、ダン・パギス)

### ウーリー・オルレブ
- 『壁のむこうから来た男』（ウーリー・オルレブ、岩波書店） 1995
- 『編みものばあさん』（ウーリー・オルレブ、径書房） 1997
- 『羽がはえたら』（ウーリー・オルレブ、小峰書店、ショート・ストーリーズ） 2000
- 『砂のゲーム ぼくと弟のホロコースト』（ウーリー・オルレブ、岩崎書店） 2000
- 『かようびはシャンプー』（ウーリー・オルレブ、講談社、講談社の翻訳絵本） 2000
- 『Tシャツのライオン』（ウーリー・オルレブ、講談社、講談社の翻訳絵本） 2001
- 『ちいさいおおきな女の子』（ウーリー・オルレブ、講談社、講談社の翻訳絵本） 2002
- 『走れ、走って逃げろ』（ウーリー・オルレブ、岩波書店） 2003
- 『おしゃぶりがおまもり』（ウーリー・オルレブ、講談社、講談社の翻訳絵本） 2003
- 『くじらの歌』（ウーリー・オルレブ、岩波書店） 2010
- 『遠い親せき』（ウーリー・オルレブ、岩波書店） 2010
- 『走れ、走って逃げろ』（ウーリー・オルレブ、岩波少年文庫） 2015